# 太平镇 (泗洪县)
太平镇，是中华人民共和国江苏省宿迁市泗洪县下辖的一个乡镇级行政单位。2020年7月，撤销界集镇、曹庙乡、太平镇，设立新的界集镇。以原界集镇、曹庙乡、太平镇的行政区域为界集镇行政区域。

## 行政区划
太平镇下辖以下地区：
太平社区、太河社区、太兴社区、周嘴村、谢嘴村、许台村、南谢村、洋沟村、沉涝村、桥口村、裴南村、南谢村、沉涝村、娥眉养殖场生活区和陈门养殖场生活区。